# Julie Pierrel
Julie Pierrel (* 21. Februar 2002) ist eine französische Skilangläuferin.

## Werdegang
Pierrel, die für den Ski Club Grand Bornand startet, nahm von 2019 bis 2022 an U18 und U20-Rennen im Alpencup teil und kam dabei in der Saison 2020/21 auf den sechsten Platz und in der Saison 2021/22 auf den zweiten Platz in der U20-Gesamtwertung. Zudem belegte sie bei den Junioren-Skiweltmeisterschaften 2020 in Oberwiesenthal den 39. Platz über 5 km klassisch, den 20. Rang im Sprint, den achten Platz im 15-km-Massenstartrennen sowie den siebten Platz mit der Staffel, bei den Junioren-Skiweltmeisterschaften 2021 in Vuokatti den 27. Platz im Sprint, den 25. Rang über 5 km Freistil, den 24. Platz im 15-km-Massenstartrennen sowie den zehnten Platz mit der Staffel und bei den Junioren-Skiweltmeisterschaften 2022 in Lygna den 33. Platz über 5 km klassisch, den 23. Rang im Sprint, den 22. Platz im 15-km-Massenstartrennen sowie den sechsten Platz mit der Staffel. Bei den Olympischen Jugend-Winterspielen 2020 in Lausanne erreichte sie den 38. Platz im Cross, den 15. Rang im Sprint und den 13. Platz über 5 km klassisch. Zu Beginn der Saison 2022/23 nahm sie in Santa Caterina Valfurva erstmals am Alpencup teil und errang dabei den zehnten Platz im Sprint. Im weiteren Saisonverlauf erreichte sie mit zwei dritten Plätzen ihre ersten Podestplatzierungen in dieser Rennserie und zum Saisonende den vierten Platz in der Gesamtwertung. Bei den U23-Weltmeisterschaften 2023 in Whistler lief sie auf den 29. Platz im Sprint, auf den 20. Rang im 20-km-Massenstartrennen und auf den 15. Platz über 10 km Freistil. In der Saison 2023/24 wurde sie mit acht Top-Zehn-Platzierungen, darunter je einen zweiten sowie dritten Platz, erneut Vierte in der Gesamtwertung und nahm in Oberhof erstmals am Skilanglauf-Weltcup teil, wobei sie mit dem 45. Platz im Sprint und den 42. Rang im 20-km-Massenstartrennen ihre ersten Weltcuppunkte holen konnte. Bei den U23-Weltmeisterschaften 2024 in Planica gewann sie die Silbermedaille mit der Mixed-Staffel. Zudem belegte sie dort den 39. Platz im 20-km-Massenstartrennen, den 31. Rang im Sprint und den 20. Platz über 10 km klassisch. Nach zwei zweiten Plätzen über 10 km beim Alpencup in Schlinig zu Beginn der Saison 2023/24, kam sie in Davos mit dem 19. Platz im Sprint im Weltcup erneut in die Punkteränge.

## Siege bei Continental-Cup-Rennen
| Nr. | Datum        | Ort     | Disziplin      | Serie    |
| --- | ------------ | ------- | -------------- | -------- |
| 1.  | 8. März 2025 | Planica | 10 km Freistil | Alpencup |